# Újezdec u Kardašovy Řečice

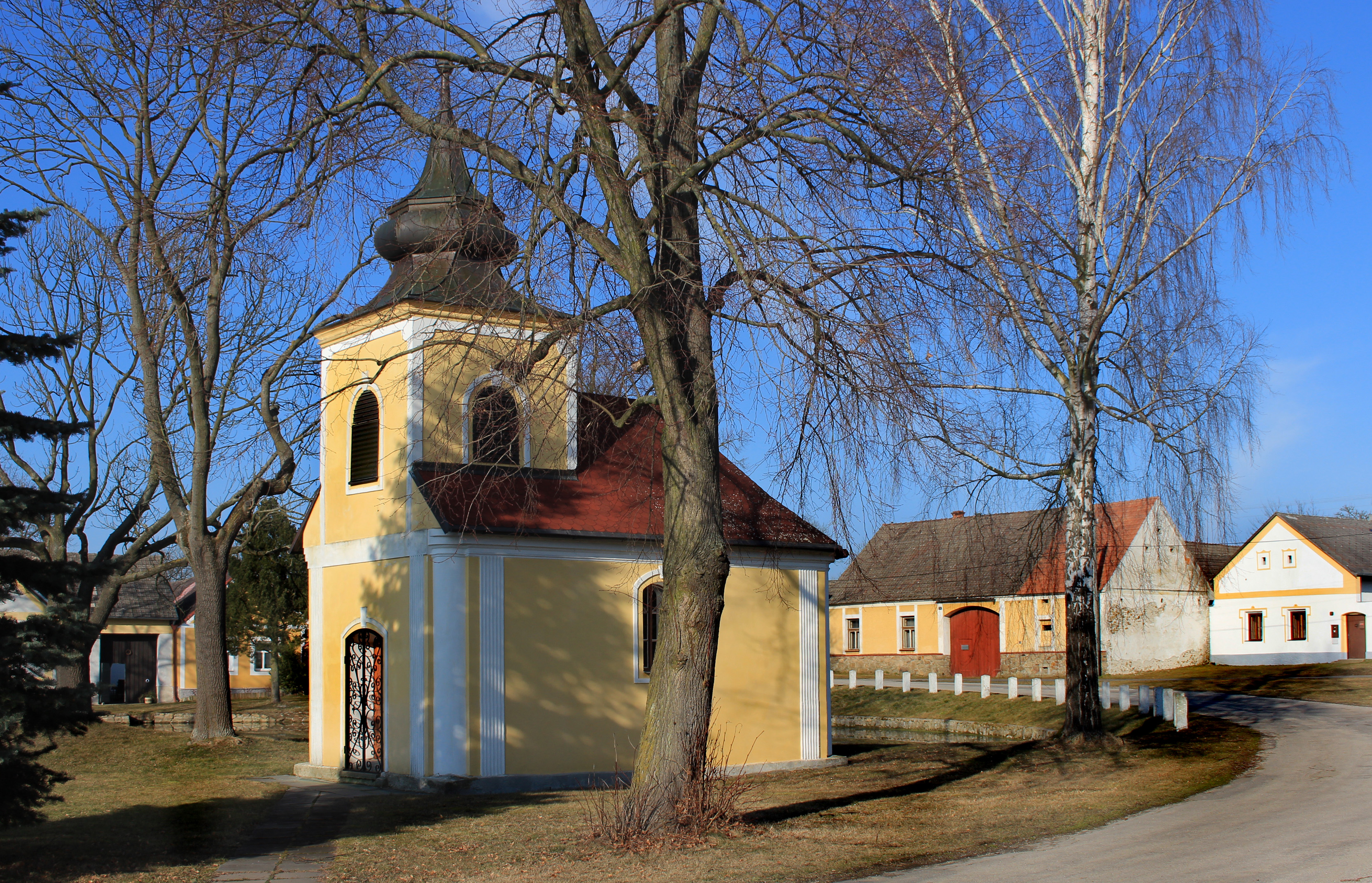
Dorfplatz

Újezdec (deutsch Aujestetz) ist eine Gemeinde in Tschechien. Sie befindet sich 18 Kilometer nordwestlich von Jindřichův Hradec und gehört zum Okres Jindřichův Hradec. Die Gemeinde hat 73 Einwohner.

## Geographie
Újezdec befindet sich in Südböhmen. Westlich des Ortes liegt der zehn ha große Teich Podveský rybik und südlich der Velká Ohrazenice mit 36 ha Wasserfläche. Im Süden verläuft die Eisenbahntrasse von Jindřichův Hradec nach Veselí nad Lužnicí, deren nächster Haltepunkt in Záhoří liegt.
Nachbarorte sind Doňov im Norden, Záhoří im Nordosten, Pleše im Südosten, Vřesná im Süden, Drahov und Zlukov im Südwesten sowie Řípec im Westen.

## Geschichte
Erstmals urkundlich erwähnt wurde das Dorf im Jahre 1340. 1616 bestand Oujezdci aus 13 Häusern. Heute hat der Ort 47 Wohnhäuser.

## Gemeindegliederung
Für die Gemeinde Újezdec sind keine Ortsteile ausgewiesen. Zu Újezdec gehört die Einschicht Vávrovka (Wawra).

## Sehenswürdigkeiten
- barocke Wenzelskapelle am Dorfplatz
- alte Dorfschmiede